# Andar (estratigrafia)
Andar ou estágio é uma unidade cronoestratigráfica que representa uma sucessão de estratos rochosos dispostos em uma única idade na escala de tempo geológico, que geralmente representa milhões de anos de deposição. O andar é na hierarquia cronoestratigráfica a unidade de categoria mais baixa, e representa curtos intervalos de tempo.

## Conceito
Na cronoestratigrafia, um estágio é uma sucessão de estratos rochosos estabelecidos em uma única idade na escala de tempo geológica, que geralmente representa milhões de anos de deposição. Um determinado estágio de rocha e a idade correspondente no tempo terão, por convenção, o mesmo nome e os mesmos limites.
As séries rochosas são divididas em estágios, assim como as épocas geológicas são divididas em idades. Os estágios podem ser divididos em unidades estratigráficas menores chamadas cronozonas. (Consulte a tabela para obter a hierarquia terminológica completa) Os estágios também podem ser divididos em subestágios ou mesmo agrupados como superestágios. 
O termo estágio faunístico às vezes é usado, referindo-se ao fato de que a mesma fauna (animais) é encontrada em toda a camada (por definição).
| Segmentos de rocha ( estratos ) em cronoestratigrafia | Períodos de tempo em geocronologia | Notas para unidades geocronológicas                         |
| ----------------------------------------------------- | ---------------------------------- | ----------------------------------------------------------- |
| Eonotema                                              | Éon                                | 4 total, meio bilhão de anos ou mais                        |
| Eratema                                               | Era                                | 10 definidos, várias centenas de milhões de anos            |
| Sistema                                               | Período                            | 22 definidos, dezenas a ~ cem milhões de anos               |
| Series                                                | Época                              | 34 definidos, dezenas de milhões de anos                    |
| Andar ou Estágio                                      | Idade                              | 99 definidos, milhões de anos                               |
| Cronozona                                             | Crono                              | Subdivisão de uma idade, não usada pela escala de tempo ICS |

## Definição
Os estágios são definidos principalmente por um conjunto consistente de fósseis (bioestratigrafia) ou uma polaridade magnética consistente (ver paleomagnetismo) na rocha. Normalmente, um ou mais fósseis de índice que são comuns, encontrados em todo o mundo, facilmente reconhecidos e limitados a um único ou no máximo alguns estágios são usados para definir o fundo do estágio.
Os estágios foram importantes no século XIX e início do século XX, pois eram a principal ferramenta disponível para datar e correlacionar unidades rochosas antes do desenvolvimento da sismologia e datação radiométrica na segunda metade do século XX. A análise microscópica da rocha (petrologia) às vezes também é útil para confirmar que um determinado segmento de rocha é de uma determinada idade.
Originalmente, os estágios faunísticos eram definidos apenas regionalmente; no entanto, à medida que ferramentas estratigráficas e geocronológicas adicionais foram desenvolvidas, os estágios foram definidos em áreas cada vez mais amplas. Mais recentemente, o adjetivo "faunal" foi descartado, pois as correlações regionais e globais das sequências rochosas tornaram-se relativamente certas e há menos necessidade de rótulos faunísticos para definir a idade das formações. Desenvolveu-se uma tendência de usar nomes artísticos europeus e, em menor grau, asiáticos para o mesmo período de tempo em todo o mundo, embora as faunas de outras regiões muitas vezes tivessem pouco em comum com o estágio originalmente definido.

## Estágios e litoestratigrafia
Os estágios podem incluir muitas unidades litoestratigráficas (por exemplo, formações, leitos, etc.) de diferentes tipos de rochas que estavam sendo depositadas em diferentes ambientes ao mesmo tempo. Da mesma forma, uma unidade litoestratigráfica pode incluir várias etapas ou partes delas.